# К лозунгам
К ло́зунгам — работа В. И. Ленина о необходимости временного отказа от девиза «Вся власть Советам!» Статья была написана в середине июля 1917 года и опубликована отдельной брошюрой, изданной Кронштадтским комитетом большевиков. Работа, наряду с «Политическим положением», легла в основу решений VI съезда РСДРП(б).

## История
Вслед за провалом выступления 4 июля 1917 года в обществе последовала волна осуждения большевиков. 5 июля группа юнкеров напала на редакцию и типографию газеты «Правда». На следующий день по распоряжению правительства большевистский штаб, располагавшийся в особняке Кшесинской, был взят штурмом частью Петроградского гарнизона под командованием А. И. Кузьмина. Ряд директив, опубликованных с 6 на 12 июля, потребовал немедленного ареста и привлечения к судебной ответственности всех причастных к попытке организации восстания. Были произведены обыски в квартире А. И. Елизаровой, где некоторое время проживал Ленин. Узнав о возможном аресте, лидер большевиков покинул Петроград и бежал в Разлив.
13 июля большевистский ЦК созвал в Петрограде тайное двухдневное совещание по вопросам стратегии в условиях наступления реакции. К этому событию Ленин подготовил работу, известную как «Политическое положение (четыре тезиса)», где он выдвинул идею отказа от сотрудничества с пробуржуазными советами. Документ вызвал крупные разногласия в рядах партии. Часть работников петроградского и московского комитетов, а именно В. Володарский, В. П. Ногин и А. И. Рыков, выступила против нового курса. Принятая на совещании резолюция указывала на необходимость продолжения сотрудничества с советами и ведения борьбы за реализацию большевистской программы.
В ответ на отклонение своих тезисов Ленин написал статью «К лозунгам», где раскритиковал позиции своих противников, призвав партию оперировать «новыми, послеиюльскими, классовыми и партийными категориями». Тем не менее, резолюция совещания была разослана всем большевистским организациям и стала основой тактических действий партии вплоть до корниловского выступления. И. В. Сталин, представляющий ЦК на 2-й городской конференции, в своём докладе «О текущем моменте» объявил о том, что мирный период революции завершился, призвав массы к «выдержке, стойкости, организованности». При этом позиция, изложенная в тезисах и работе «К лозунгам», так и не была оглашена оратором. Сталинская резолюция так же вызвала широкую волну критики как сторонников, так и противников разрыва с советами.
Статья «К лозунгам» впоследствии использовалась сторонниками ленинской позиции. Кронштадские большевики перепечатали текст работы и вручили по экземпляру каждому делегату предстоящего VI съезда. Активными сторонниками прекращения сотрудничества с эсерами и меньшевиками выступили Г. Я. Сокольников, И. Т. Смилга и А. С. Бубнов. На VI съезде партии после долгих прений была принята резолюция, представляющая собой компромисс между противоборствующими сторонами. Старый лозунг во всех партийных документах был заменён новым: «Полная ликвидация диктатуры контрреволюционной буржуазии». В конце августа 1917 года во время корниловского выступления идея однородного социалистического правительства стала актуальной, и большевики вновь вернулись к девизу «Вся власть Советам!»

## Содержание
Изменение обстановки в стране после июльского кризиса и прекращение двоевластия диктуют необходимость смены партийного курса. Переход советов на контрреволюционные позиции, по мнению Ленина, сделал невозможной мирную передачу власти рабочим и крестьянам. Он свидетельствует, что лозунг «Вся власть Советам» в условиях наступления реакции был бы обманом народа и заблуждением, что пролетариат сможет стать независимой от мелкобуржуазных партий силой. В связи с этим необходимо было перестроить агитацию таким образом, чтобы настроить массы против «военной клики» и её пособников — эсеров и меньшевиков. Ленин также указывает, что дальнейшее сотрудничество с советами возможно и необходимо, если они вновь перейдут на революционные позиции.

## Оценки
По мнению А. Е. Рабиновича, позиция Ленина о вооружённом восстании, выраженная в «Тезисах» и статье «К лозунгам», была отходом от решений Апрельской конференции.